# Megamelus kahus
Megamelus kahus är en insektsart som först beskrevs av George Willis Kirkaldy 1907.  Megamelus kahus ingår i släktet Megamelus och familjen sporrstritar. Inga underarter finns listade i Catalogue of Life.